# Cratere Dessau
Dessau  è un cratere sulla superficie di Marte.